# Sture Lönnerstrand
John Sture Lennart Lönnerstrand (Jönköping, 1919. március 13. – Hägersten, 1999. szeptember 30.) svéd tudományos-fantasztikus író, a svéd fantasztikus irodalom egyik úttörője.

## Élete
Középiskolai tanulmányait 1937-en fejezte be, ezután a Lundi Egyetem hallgatója lett. 1939-ben debütált az irodalomban Ung mans gåtor című verseskötetével. Később visszatért Stockholmba, ahol 1941-ben jelentette meg Där című, az Edda című középkori gyűjtemény ihlette stílusú fantasztikus eposzát. 1943 és 1945 közt a Levande Livet című hetilapban jelentette meg Mellan fantasi och verklighet című, több, mint hetven darabból álló novellasorozatát, ezek közül tizenháromnak Dotty Virvelvind, egy amerikai nagyvárosban élő, nagy hatalommal rendelkező tinédzser volt a főszereplője. 
A novellaírás után Lönnerstrand hosszabb művekre koncentrált. Folytatásos sorozatokat publikált az Året Runt és a Vecko-Revyn című magazinokban, 1951-ben megjelentette Den oupphörliga (incestrala) blodsymfonien című modernista versgyűjteményét, majd Rymdhunden című regényével megnyerte a Bonnier kiadó legjobb svéd tudományos-fantasztikus regényére kiírt versenyét, e munkája 1954-ben jelent meg. Nem sokkal később súlyos autóbalesetet szenvedett, ez lelassította irodalmi pályafutását, s eltekintve egy maroknyi novellától, a Virus (1960) című könyvdrámától és néhány rádiójátéktól egész életében főleg tudományos, tényeken alapuló munkákat publikált. Legismertebb munkája ebből az időszakából az 1994-ben megjelent, a reinkarnációról szóló Shanti Devi volt.
Irodalmi munkássága mellett Lönnerstrand a svéd sci-fi fandom többé-kevésbé alapítója és első meghatározó alakja volt. Már 1950-ben megalapította Roland Adlerberth-tel a Futura SF egyesületet, amely 1957-es feloszlásáig Svédország legnagyobb sci-fi közössége volt. A Futura SF feloszlása után az akkor újonnan alakult SF Union Skandinavia része lett. A Futura elnökeként Lönnerstrand maga is aktívan közreműködött az 1950-es évek svéd fanzinjaiban, főleg a Futura saját, Futura című kiadványában. 1957-ben Stockholmban a második svéd sci-fi kongresszus, a Stockton elnöke volt. Ő javasolta az angol science fiction kifejezés helyett a facti használatát a svéd nyelvben. A Häpna! magazin szerkesztőségének is tagja volt.

## Munkái
Verseskötetek
- Ung mans gåtor. Lund, 1939
- Där. Lund 1941, nyutgåva, 2001
- Den oupphörliga (incestrala) blodsymfonien. Stockholm, 1951

Regények
- Rymdhunden. Stockholm, 1954

Könyvdráma
- Virus. Stockholm, 1960

Tényirodalom
- Sanningen om Viola Widegren: Flickan som försvann. Stockholm, 1951
- Vatsyana och Kalyanamalla, Kärlekens ledtråd och skådebana. I tolkning och med kommentarer. Stockholm, 1952
- Kalle Anka, Stålmannen och vi (tillsammans med Martin S. Alwood och Inga Wilhelmsen). Mullsjö,1956
- Shanti Devi: En berättelse om reinkarnation. Stockholm, 1994

## Magyarul megjelent művei
- Shanti Devi – előző életem; ford. Szabados Tamás, Rindó Klára; Édesvíz, Budapest, 1996 (Üzenetek a szellemvilágból) ISBN 9635281021
- Aki Napóleonnal fürdött (novella, Galaktika 28.)

## Fordítás
- Ez a szócikk részben vagy egészben  a   Sture Lönnerstrand című svéd Wikipédia-szócikk ezen változatának fordításán alapul.  Az eredeti cikk szerkesztőit annak laptörténete sorolja fel. Ez a jelzés csupán a megfogalmazás eredetét és a szerzői jogokat jelzi, nem szolgál a cikkben szereplő információk forrásmegjelöléseként.